# 小行星20897
小行星20897（20897 Deborahdomingue）是一颗绕太阳运转的小行星，为主小行星带小行星。该小行星于2000年11月发现。

## 轨道参数
小行星20897的轨道半长轴为414 330 903 km，2.7695916 UA，离心率为0.026。